# Jared Angle
Jared Angle (Altoona, 2 ottobre 1981) è un ex ballerino statunitense. È stato primo ballerino del New York City Ballet dal 2005 al 2023.

## Biografia
Nato e cresciuto in Pennsylvania, Jared Angle ha cominciato a studiare danza all'Allegheny Ballet Academy all'età di sei anni. Nel 1996 è stato ammesso alla School of American Ballet e nel marzo 1998 è stato scritturato dal New York City Ballet. Negli anni successivi ha scalato rapidamente i ranghi della compagnia, venendo promosso a solista nel 2001 e a primo ballerino nel 2005.
Nei suoi venticinque anni con la compagnia ha danzato un vasto repertorio, facendosi apprezzare soprattutto come interprete dell'opera di George Balanchine, danzando, tra i molti, nei ruoli di Smeraldi in Jewels, il Principe ne Lo schiaccianoci e nel Tchaikovsky Pas de Deux. Inoltre ha danzato coreografie di Kim Brandstrup, Jacques d'Amboise, Ulysses Dove, Benjamin Millepied, Sean Lavery, Peter Martins, Liam Scarlett, Jerome Robbins, Twyla Tharp, Christopher Wheeldon, Justin Peck e Aleksej Ratmanskij. Nel corso della sua carriera ha danzato come étoile ospite con compagnie di alto prifilo: nell'autunno 2007, per esempio, ha danzato nel ruolo del principe ne La bella addormentata di Marius Petipa con il Balletto dell'Opera di Roma.
Ha dato il suo addio alle scene nel febbraio 2023, danzando nel ruolo del principe Ivan ne L'uccello di fuoco di Balanchine. Successivamente si è trasferito a Copenaghen per lavorare come maestro di balletto del Balletto reale danese.

## Filmografia
- Il ritmo del successo (Central Stage), regia di Nicholas Hytner (2000)